# Viršuliškės-Pärchen

Wohnkomplex

Das Viršuliškės-Pärchen (lit. Viršuliškių Porelė) ist ein 2006 gebauter Wolkenkratzer-Komplex mit 212 Wohnungen (Wohnkomplex) in Viršuliškės der litauischen Hauptstadt Vilnius. Die Adresse lautet Viršilų g. 13, LT-05131 Vilnius. Der Komplex besteht aus zwei Wohngebäuden mit 23 Stockwerken und war eines der höchsten und modernsten Wohnbauprojekte des Stadtteils. Er befindet sich auf dem sogenannten urbanistischen Hügel der Stadt, neben dem Pressehaus Vilnius und zwei 70 Meter hohen Skylum-Wohnwolkenkratzern.
In beiden Mehrfamilienhäusern sind Ein- (45 m²), Zwei- (60 und 72 m²), Drei- (80 m²) und Vier-Zimmer-Wohnungen (97 m²). Die Luxus-Wohnungen (142 m²) sind im 22. und 23. Stock von Wolkenkratzern. Aus den Fenstern der siebten und höheren Etagen sieht man den nahen Waldpark Karoliniškės, das Zentrum und die Altstadt Vilnius. Zwei Parkplätze mit 152 Stellplätzen wurden unter den Gebäuden gebaut. Ein weiterer separater Gemeinschaftsbereich mit den Spielplätzen befindet sich neben dem Wohnhaus.

## Geschichte
Der Komplex wurde vom litauischen Bauunternehmen UAB „YIT Kausta“ von 2005 bis 2006 gebaut und wird vom Tochterunternehmen UAB „YIT Kausta būstas“ verwaltet. Seit November 2003 besteht die Wohnungseigentümergemeinschaft „Viršuliškių Porelė“ (Daugiabučių namų savininkų bendrija „Viršuliškių Porelė“).